# Joris Thijssen
Joris Thijssen (Arnhem, 19 april 1974) is een Nederlands bestuurder en politicus namens de PvdA. Sinds 31 maart 2021 is hij lid van de Tweede Kamer der Staten-Generaal.

## Opleiding
Thijssen werd geboren in Arnhem in 1974. Zijn vader was directeur van een bedrijf dat scooters importeerde. Thijssen studeerde luchtvaart- en ruimtevaarttechniek aan de Technische Universiteit Delft tussen 1992 en 2000, toen hij cum laude afstudeerde. Thijssen was lid van de studentenroeivereniging D.S.R. Proteus-Eretes. Na zijn tweede studiejaar maakte hij een wereldreis en volgens Thijssen zette dit hem aan het denken over het effect van de mens op de planeet. Voor zijn scriptie liep hij onder toezicht van astronaut Wubbo Ockels twee jaar stage bij de Europese Ruimtevaartorganisatie (ESA), waar hij werkte aan een maanlander voor op de zuidpool. Thijssens vader overleed toen Joris twintig was. Hij heeft later ook nog filosofie en antropologie gestudeerd in Amsterdam en Leiden en een executive MBA behaald aan de Erasmus Universiteit Rotterdam.
In 2008 solliciteerde Thijssen naar een baan als astronaut bij de ESA, maar hij werd niet gekozen.

## Greenpeace
Thijssen werd vrijwilliger bij Greenpeace in de tweede helft van de jaren 90. In 1997 ging hij samen met toekomstig politicus Diederik Samsom naar Normandië om vanuit een boot met vliegers de mate van radioactiviteit te meten bij een lozingspijp. Nadat Thijssen zijn studie had voltooid, kreeg hij een betaalde positie bij de organisatie. Hij voerde actie tegen kernenergie en onderzocht het smelten van gletsjers.
In juli 2002 lukte het Thijssen om het terrein van Paleis Huis ten Bosch te betreden tijdens de presentatie van het kabinet-Balkenende I. Hij toonde daar uit protest een spandoek met de tekst "De milieuminister meldt zich" voordat hij tien minuten later door beveiligers werd weggehaald. Thijssen, die gekleed was in pak en achter in een huurauto zat, was binnengelaten door de Koninklijke Marechaussee nadat zijn chauffeur had gezegd dat achterin de nieuwe milieuminister zat, een destijds niet bestaande positie. Twee maanden later, tijdens de algemene politieke beschouwingen, wist hij de plenaire zaal van Tweede Kamer binnen te komen. Ditmaal werd hij verwijderd en gearresteerd voordat hij zich vast kon ketenen en een speech kon houden. Later op die dag werd hij vrijgelaten. Thijssen werd niet vervolgd voor beide acties na het treffen van een schikking van €250.
Thijssen was campagneleider klimaat en energie bij Greenpeace Nederland totdat hij in 2007 naar China verhuisde om bij het kantoor in Beijing voor een jaar als adviseur te werken. Daarna werkte hij twee jaar voor Greenpeace International, waar hij veertig regionale kantoren coördineerde en hun acties ondersteunde. In 2009–10 zat Thijssen twintig dagen in voorarrest in de Deense gevangenis Vestre, nadat hij en drie anderen waren opgepakt voor huisvredebreuk en valsheid in geschrifte. Hij had twee activisten geholpen, die tijdens de Klimaatconferentie van Kopenhagen waren binnengekomen bij een galadiner voor wereldleiders in het paleis Christiansborg en spandoeken hadden laten zien. Hij werd later veroordeeld tot een voorwaardelijke straf van twee weken, maar hij kreeg ook een schadevergoeding van €2.400.
Vervolgens kwam Thijssen terug bij Greenpeace Nederland om als campagnedirecteur en later als programmadirecteur te werken. Hij probeerde opnieuw op het terrein van Huis ten Bosch te komen als milieuminister tijdens de presentatie van het kabinet-Rutte I in 2010, maar ditmaal mislukte zijn poging. Nadat hij had beweerd de minister van Defensie te zijn en zijn spandoek had getoond, werd hij gearresteerd en voor een aantal uur vastgehouden. Thijssen was ook in 2013 de onderhandelaar van Greenpeace voor het Energieakkoord, waarin 47 organisaties waaronder de Rijksoverheid afspraken om de energievoorziening duurzamer te maken.

### Mededirecteur (2016–2020)
Thijssen werd op 1 september 2016 samen met Anna Schoemakers directeur van Greenpeace Nederland. Ze volgden Sylvia Borren op. Thijssens focus als directeur was Nederlandse politiek en bedrijven, terwijl Schoemakers zich vooral bezighield met internationale zaken. Een week na hun benoeming hingen ze samen met een andere activist in hangmatten aan een kabel die tussen twee windturbines in de Eemshaven was gespannen om zo te voorkomen dat een kolenschip een kolencentrale daar kon bevoorraden. In oktober deed Thijssen mee aan een nationale klimaattop die over de implementatie van het akkoord van Parijs ging. Daar schudde hij de hand van de directeur van Royal Dutch Shell Nederland, Marjan van Loon.
Toen Thijssen en Schoemakers directeur waren, werd het budget voor het werven van donors vergroot, omdat het aantal donors in de vijf jaren voorafgaand aan 2018 met meer dan een vijfde was gedaald. Greenpeace was in 2018 ook een van de partijen bij de onderhandelingen voor het klimaatakkoord. Enkele weken voordat het akkoord af zou moeten zijn dreigden Greenpeace en drie andere milieuorganisaties het niet te ondertekenen. In december – op de dag voordat het aan het kabinet werd aangeboden – gaven de organisaties definitief aan het conceptakkoord niet te zullen steunen. In een interview vertelde Thijssen dat volgens hem de maatregelen niet genoeg waren om gevaarlijke klimaatverandering te stoppen. Ook was hij tegenstander van de CO2-afvang en -opslag uit het akkoord en vond hij dat burgers te veel moesten betalen om klimaatverandering tegen te gaan in vergelijking tot grote bedrijven.
Hij trad af als directeur toen in november 2020 werd bekendgemaakt dat hij mee zou doen aan verkiezingen in 2021. Thijssen vertrok om de politieke neutraliteit van Greenpeace te handhaven.

## Politiek
Tijdens de Tweede Kamerverkiezingen 2021 stond hij op plek zes op de kandidatenlijst van de PvdA. Thijssen ontving 2666 voorkeurstemmen en is sinds 31 maart 2021 lid van de Tweede Kamer der Staten-Generaal. Hij heeft de portefeuille klimaat, energie, landbouw, natuur, buitenlandse handel en ontwikkelingssamenwerking. Hij is ook lid van de commissies voor Defensie, voor Economische Zaken en Klimaat, voor Infrastructuur en Waterstaat en voor Landbouw, Natuur en Voedselkwaliteit. Thijssen was tegenstander van investeringen in kernenergie en noemde het een afleiding van het daadwerkelijk terugdringen van klimaatverandering vanwege de hoge kosten en het resulterende radioactief afval. Samen met Kamerlid Suzanne Kröger van GroenLinks schreef hij in 2022 een plan om het klimaat te verbeteren. Het bevatte ambitieuzere doelen dan die van het kabinet en legde de nadruk op het betaalbaar maken van verduurzaming voor mensen met een lager inkomen. Als reactie op de stikstofproblematiek besloot de regering boeren uit te kopen. Thijssen stelde vervolgens voor dat de schulden van stoppende boeren deels kwijtgescholden zouden moeten worden door de Rabobank, de grootste financier van de landbouwsector. Hiermee wilde hij voorkomen dat een aanzienlijk deel van het geld voor het uitkopen van boeren bij de bank terecht zou komen. Een motie van Thijssen om de mogelijkheid van een dergelijke bail-in te onderzoeken ontving steun van een meerderheid van de Tweede Kamer.
Hij was de lijstduwer van de PvdA in zijn thuisgemeente Gooise Meren bij de gemeenteraadsverkiezingen van 2022.